# Michel Pharaon
Michel Pharaon (arabe : ميشال فرعون), né le 24 juin 1959 à Beyrouth, est un homme politique libanais. Il était député grec catholique de Beyrouth depuis 1996 et ministre d’État aux Affaires parlementaires depuis juillet 2005 dans le gouvernement de Fouad Siniora, un poste qu’il a déjà occupé entre 2000 et 2003 dans le cabinet de Rafiq Hariri.
Il est l’héritier d’une grande famille de la bourgeoisie francophone beyrouthine.

## Biographie
Michel Pierre Pharaon est né à Beyrouth en 1959, d’une famille grec-catholique ayant une longue histoire dans la vie publique : il est le fils de Pierre Pharaon, homme d’affaires, député et ministre libanais ; son grand-oncle est Henri Pharaon, grand homme d’État et un des pères de l’indépendance du Liban ; son grand-père maternel Honein Sehnaoui, a été député et ministre en Syrie. Cousin du spécialiste international en sécurité de l'information Khalil Sehnaoui.
Michel Pharaon fait ses études au grand lycée franco-libanais de Beyrouth. Il poursuit ses études universitaires en sciences économiques et gestion à l'université Saint-Joseph de Beyrouth puis il obtint sa maitrise à l'université Paris-Dauphine de Paris en 1981. Il intègre ensuite les conseils d’administration de nombreux groupes, dont la compagnie d’assurance Mednet et le magazine Le Commerce du Levant.
En 1983, il épouse Mona Tannous et ils ont trois enfants : Laura, Paola et Pierre.
Ses principaux hobbies sont l’élevage de chevaux, le ski sur neige, le ski nautique et la natation.

## Vie professionnelle
En 1982, il commence sa carrière professionnelle dans les affaires familiales et est nommé à 27 ans président du groupe d’assurances libanais Libano-Suisse, qu’il continue aujourd’hui de présider. Homme d’affaires de renommée, il développe les affaires au Liban, dans les pays arabes et en Afrique de l’Ouest et subsaharienne.
Il est président du conseil d’administration de nombreux groupes, dont la compagnie d’assurance Colina basée en Afrique de l’Ouest, le groupe BATIM Africa spécialisé dans la construction et la promotion immobilière et le groupe “Pharaon holding”, groupe diversifié notamment dans le commerce électroménager, la distribution de produits pharmaceutiques et d’équipements médicaux, l’audiovisuel et l’agriculture.
Il est membre du conseil d’administration de la chaine de télévision libanaise LBCI, du groupe Mednet- prestataire de soins dans le domaine de la santé-, du magazine économique Le Commerce du Levant et du quotidien L'Orient Le Jour. Il est président d’honneur de la Fédération libanaise d'échecs.

## Vie politique
En 1996, il décide de se présenter aux élections législatives et brigue le siège grec-catholique de Beyrouth. Il nouera à ce moment une alliance électorale et une collaboration politique avec le premier ministre Rafiq Hariri qu’il gardera et développera jusqu’au décès de ce dernier et reconduira avec son fils Saad Hariri et le Courant du futur, tout en restant indépendant de ce dernier.
Il est élu avec succès en tant que député de Beyrouth en septembre 1996.
En septembre 2000, il est réélu député de Beyrouth et obtient le plus grand nombre de voix de cette circonscription ; il est également réélu d’office en mai 2005.
Depuis 1996, il a soutenu avec efficacité les projets de développement et d’infrastructure de sa circonscription. Il s’est engagé activement dans les actions sociales soit personnellement, soit à travers son bureau composé de collaborateurs expérimentés et efficaces, à l’écoute des citoyens 24h/24. Il est également militant de la société civile et défenseur actif de l’environnement.
Michel Pharaon est deux fois ministre d’État aux Affaires parlementaires : une première fois entre octobre 2000 et avril 2003 dans le gouvernement de Rafiq Hariri et une deuxième fois entre juillet 2005 et juin 2008 dans le gouvernement de Fouad Siniora. Au cours de ses deux mandats, il a organisé les relations entre le Parlement et le gouvernement, mis en place et financé une gestion et un suivi informatisés des propositions et projets de loi émanant des commissions parlementaires.
Il est un des principaux acteurs et soutien de la « Révolution du cèdre » qui a conduit au retrait des forces syriennes du Liban en avril 2005. Pôle actif du mouvement du 14 mars, il participe à toutes les manifestations organisées depuis le 14 février 2005 et notamment à celle du 14 mars 2005 où il prononce un discours historique devant le million de personnes rassemblées à cette occasion.
Il s’associe aux différentes conférences du dialogue entre les dirigeants libanais, au Parlement puis à Saint-Cloud en juillet 2007 ainsi qu’à la conférence de Doha en mai 2008.
Michel Pharaon joue également un rôle important au sein de la communauté chrétienne au niveau beyrouthin et de la communauté melkite au niveau national, en particulier en tant que vice-président du Conseil grec catholique.
En juin 2009, il remporte une bataille aux élections législatives en tant que chef de liste dans la circonscription Beyrouth 1 (Beyrouth ayant été divisée en trois circonscriptions).